# 皮埃蒙特和北部铁路
皮埃蒙特和北部铁路（英語：Piedmont and Northern Railway，报告代码：PN）是美国北卡罗来纳州和南卡罗来纳州历史上一条城际电车铁路，该铁路由南北两段互不相连的线路组成，总里程达128英里（206公里）。北段线路全长24英里（39公里），从北卡罗来纳州的夏洛特延伸至加斯托尼亚，并包含一条3英里（5公里）的支线通往贝尔蒙特；南段主线则长达89英里（143公里），从南卡罗来纳州的格林伍德通往斯帕坦堡，另有一条12英里（19公里）的支线通往安德森。
皮埃蒙特和北部铁路的诞生与“烟草大王”詹姆斯·布加南·杜克的愿景密不可分。杜克计划通过这条城际电气化铁路促进卡罗来纳州皮埃蒙特地区的工业化发展，并曾设想将其延伸至弗吉尼亚州的诺福克，形成一个更大的交通网络。1911年至1914年间，铁路的两段主要线路相继建成，其中北卡罗来纳段的夏洛特至加斯托尼亚线路率先完工，南卡罗来纳段则连接了斯帕坦堡和格林伍德，并与杜克原有的贝尔顿至安德森的12英里电气化铁路相连。两段铁路均采用1500伏直流电系统，电力主要来自水力发电。
1921年，该铁路的客运量达到顶峰，随后开始逐渐下滑。1951年10月31日，南卡罗来纳段运行了最后一班客运列车。由于电气化系统已使用近40年，更新成本高昂，铁路公司在1950年至1954年间逐步改用柴油机车牵引，大部分电气化设施被废弃。1969年，尽管遭到了南方铁路的反对，皮埃蒙特和北部铁路仍被海岸沿海线铁路完成收购 。此后，这条铁路的部分路段被废弃，包括格林伍德至哈尼帕斯以及贝尔顿至安德森的线路。如今，原属皮埃蒙特和北部铁路的大部分路段已被分拆为多条短线铁路并继续分别营运。